# Pantaleão de Aveiro
Pantaleão de Aveiro foi um franciscano português do século XVI que deixou escrito o Itinerário da Terra Santa e Suas Particularidades, impresso em 1593 com o título de Itinerário da Terra Santa e suas particularidades; dirigido ao ilustríssimo e reverendíssimo senhor D. Miguel de Castro, digníssimo arcebispo de Lisboa metropolitana.

## Vida
Quase nada se conhece da sua vida. Presume-se que tenha nascido em Aveiro e que Pantaleão fosse nome de devoção e não nome próprio. Ao procurar, sem sucesso, mais informações sobre ele, Fernando Campos acabou por escrever A Casa do Pó, uma obra de ficção.
No prólogo do Itinerário da Terra Santa conta como, estando em Roma, fora convidado pelo padre Bonifácio de Aragusa, guardião de Monte Sião, para ir com ele ás províncias de Itália em demanda de religiosos que substituíssem os que tinham ido fazer o seu triénio à Terra Santa. No livro, Frei Pantaleão saiu de Portugal em peregrinação em 1563 para Jerusalém, onde permaneceu durante três anos. Os dois religiosos saíram de Roma, e tendo conseguido reunir uns sessenta frades para a missão, dirigiram-se a Trento, onde então se celebrava o concilio. O Itinerário começa em Veneza, descreve todos os pontos em que fez estação contando minuciosamente o que viu em Jerusalém e em todos os lugares onde se desenvolveram os principais dramas da paixão de Cristo. Frei Pantaleão e seus companheiros tomaram o porto de Nápoles, fazendo depois o resto da viagem por terra, indo mais tarde a Veneza buscar as bagagens e as relíquias que trouxeram.
Segundo Diogo Barbosa na Biblioteca Lusitana, Frei Pantaleão escreveu ainda uma obra que ficou manuscrita: Louvores a S. João.

## Obra
- Itinerário da Terra Santa e suas particularidades; dirigido ao ilustríssimo e reverendíssimo senhor D. Miguel de Castro, digníssimo arcebispo de Lisboa metropolitana
- Louvores a S. João